# 富甲天下系列
富甲天下，是由台灣光譜資訊公司出版的系列电脑游戏系列，以三国時期背景的大富翁类型游戏，於1994年至2008年期間共發售5部作品。

## 玩法
作为大富翁类型游戏，富甲天下系列游戏的人物行动是玩家轮流进行，每个人物行动步数由掷骰子（或转轮盘）的点数决定。大富翁中的道具在这里表现为“锦囊”。此外，富甲天下增加了作战的概念，每名主公带领若干文臣武将一同打拼。与大富翁中买卖土地、修建楼房的概念不同，富甲天下地图中的城池需要攻打得到（除空城可直接占领）。每当到达其他玩家的城池，主人公除交纳过路费外，还可以选择交战，如果赢得胜利则可避免交费。因此，作战装备成为另一项重要的游戏道具；分配武将在城池把守也成为玩家需要考虑的策略之一，类似于三国志系列游戏。
富甲天下系列游戏的人物造型具有显著的卡通特点。

## 系列作品

### 富甲天下
《富甲天下》于1994年發售的DOS平台遊戲。游戏主角只有刘备、曹操、孙权。在游戏中占据城池的预设人物还有董卓等。游戏已经包括作战系统、武器/装备买卖系统、锦囊系统等等，武将较为丰富。

### 富甲天下2
《富甲天下2》于1998年發售的DOS平台遊戲，2023年6月8日發售數位版。游戏主角增加了董卓。与1代相比，2代增加了招募武将功能（招贤馆）以及升级城池功能。前者可以扩充自己的武将人数，后者可以增强城池在作战中的作用。由于与三国历史相结合，不同主公购买同一武将的钱数可能不同，如刘备购买诸葛亮的价格要远低于曹操购买诸葛亮。此外，不同主角之间还有友好程度，作战或作买卖都会产生影响。

### 富甲天下3
《富甲天下3》于2002年發售的Windows平台遊戲，2023年1月5日發售數位版。游戏主角大大丰富，增加了孟获、士燮、卑弥呼等新鲜角色，每个主公都有各自特点，供玩家灵活选用。除单人的关卡模式外，还支持多人单机游戏。游戏设计了很多搞笑无厘头的对白，使游戏的趣味性有了明显的提升。此外还有赌场、军师、武将技等元素，使游戏可玩性得到提高。

### 富甲天下4
《富甲天下4》于2004年發售的Windows平台遊戲，2023年5月11日發售數位版。除增加游戏人物外，游戏增加了建筑元素。每个城池可以修建有限数量的建筑物，每个建筑物有不同的功能（如加固城池、对经过者造成生命伤害、提高城池税收、提高过路费等），使玩家更需注意策略。此外，战斗画面更加华丽，游戏地图层次增多，这些也是4代的显著特点。

### 富甲天下5
《富甲天下5》于2008年1月16日發售的Windows平台遊戲，2023年8月10日發售數位版。游戏主公、人物进一步增加，造型更加卡通化。游戏增加了宠物系统，伴随主公在游戏中行进，宠物具备的技能可产生影响。资源系统是玩家另一条取胜途径，具备不同组合一定数量的资源后可以兴建知名建筑，这个建筑一旦修建完毕，玩家即取得胜利。战斗方面，过去的单挑（或加军师）改为3vs3作战，每个战败对手的武将将会加入到剩下的对戰当中，所以很可能出现最后3vs1的作战情形。《富甲天下5》的另一个特点是玩家掷骰子（转轮盘）的随机性显著降低，游戏的平衡性随之提高，难度相对加大。